# Neoplasta fortiseta
Neoplasta fortiseta är en tvåvingeart som beskrevs av Smith 1962. Neoplasta fortiseta ingår i släktet Neoplasta och familjen dansflugor. Inga underarter finns listade i Catalogue of Life.